# Mercedes (Corrientes)
Mercedes is een plaats in het Argentijnse bestuurlijke gebied Mercedes in de provincie Corrientes. De plaats telt 35.244 inwoners.